# 배틀 마블리언즈
《배틀 마블리언즈》는 바주카 스튜디오와 레드독컬처하우스에서 제작된 애니메이션으로, 2021년 1월 14일에 투니버스에서 파일럿 프로그램이 특별 방영되었다. 이후 2022년 5월 5일에 KBS 1TV에서 어린이날 특별 편성으로 방영 될 예정이다.

## 방송 일시
| 방송 채널 | 방송일          | 방송 시간 |
| --------- | --------------- | --------- |
| 투니버스  | 2021년 1월 14일 | 종료      |
| KBS1      | 2022년 5월 5일  | 종료      |
| 투니버스  | 무정일          | 예정      |

## 우리말 녹음
- 김율: 혜성
- 양정화/정재헌: 칸
- 이호산: 영준
- 김새해: 은하
- 강새봄: 혜성 엄마, 여학생2
- 김다올: 가이아 징크
- 강성우: 담임 선생님
- 김도희: 교감 선생님, 여학생3
- 박시윤: TV앵커
- 홍승효: 우주비행사
- 유영: 여학생1

## 제작진
오프닝 크레딧
- 기획/원작: BAZOOKA STUDIO (투니버스판)
- 애니메이션 제작: RED DOG CULTURE HOUSE (투니버스판)
- 시나리오: 도경민 (투니버스판)
- 감독: 김부영 (투니버스판)
- CJ ENM, BAZOOKA STUDIO (투니버스판)
- ©CJ ENM Co.,Ltd. All Rights Reserved. (투니버스판)

엔딩 크레딧
- 기획/제작: CJ ENM, 바주카 스튜디오 (투니버스판)
- 기획: 김영욱 (투니버스판)
- 책임프로듀서: 김자현 (KBS판)
- 프로듀서: 이순주 (KBS판)
- 제작총괄: 석종서
- 책임 프로듀서 (투니버스판) → 책임프로듀서 (KBS판): 이종혁
- 기획 프로듀서 (투니버스판) → 기획프로듀서 (KBS판): 고영완, 선우샘, 곽지원, 공병필, 권혁준
- 시나리오: 도경민
- 캐릭터디자인 (투니버스판) → 캐릭터 디자인 (KBS판): 이현정
- 영상디자인 (투니버스판) → 영상 디자인 (KBS판): 배성균
- 제작진행: (주)레드독컬처하우스 (투니버스판) → 레드독컬처하우스 (KBS판)
- 제작협력: A3스튜디오, (주)크리에이티브섬 (투니버스판) → 크리에이티브섬 (KBS판)
- 제작책임: 배기용
- 프로듀서: 안영준
- 각색 (투니버스판): 김부영
- 감독 (투니버스판) → 각색·감독 (KBS판): 김부영
- 미술감독: 고승준
- 프리 프로덕션 (투니버스판) → 프리프로덕션 (KBS판)
  - 스토리보드: 김부영
  - 캐릭터디자인 (투니버스판) → 캐릭터 디자인 (KBS판): 유지예, 진의영, 박민정, 정다이, 박관욱, 김부영
  - 소품디자인 (투니버스판) → 소품 디자인 (KBS판): 진의영, 박민정, 이지은, 정다이
  - 배경디자인 (투니버스판) → 배경 디자인 (KBS판): 김준호, 안상민, 배종훈, 서희진, 정유진, 지유나
  - 배경key (투니버스판) → 배경키 (KBS판): 김수빈, 고승준, 최윤정, 최지현, 박지은, 김재희
  - 색채설계: 이선호
- 메인 프로덕션 (투니버스판) → 메인 프로덕션 (KBS판)
  - 총연출: 김부영
  - 연출: 김이성, 이종경, 강대용
  - 총작감: 유지예
  - 작감: 모정희, 민현숙
  - 레이아웃: 김이성, 이종경, 김장한, 김동영, 박상수, 전성준, 강대용
  - 2원화: 김장한, 박상수, 전성준, 유경선, 하순덕, 남기남, 김경호, 서주영, 소경숙, 배제은, 승명계
  - 동화: 장소영, 하순덕, 남기남, 소경숙, 양소양, 조혜수, 서채영, 한강호, 김철수, 고연희
  - 칼라 (투니버스판) → 컬러 (KBS판): 최윤희, 소경숙, 이정우, 양소양, 김정혜, 김은경, 이지은, 최현옥, 신은순
  - 배경: 김수빈, 고승준, 최재희, 우지연, 최윤정, 최지현, 박지은, 민신혜, 남채리, 김재희, 봉지현, 김균석
  - 3D제작 (투니버스판) → 3D 제작 (KBS판): 손익화, 김민주
  - 색지정: 나미애
  - 도트애니메이션: 진의영, 박민정
  - 촬영: 임범상, 박은정, 이명재, 이효주, 이은경
  - 특수효과: 임범상, 박은정
  - 프로덕션매니저 (투니버스판) → 프로덕션 매니저 (KBS판): 박진선, 강정구, 이동주
- 포스트 프로덕션 (투니버스판) → 포스트프로덕션 (KBS판)
  - 선녹음: 신길주
  - 우리말연출: 석종서
  - 녹음/효과/믹싱 (투니버스판) → 녹음·효과·믹싱 (KBS판): 파린슐츠
  - 음악감독: 신승준, 김원아
  - 종합편집: 정회범
  - 녹음실: CIC미디어
- 종합편집: 이수은 (KBS판)
- 자막디자인: 황은서 (KBS판)
- 조연출: 차한결 (KBS판)
- 연출: 이순주 (KBS판)
- 기획: Tooniverse (투니버스판) → KBS (KBS판)
- 제작: CJ ENM, BAZOOKA STUDIO, RED DOG CULTURE HOUSE (투니버스판) → Tooniverse (KBS판)